# 越南教育
越南教育是指越南社会主义共和国实行的教育体系和制度的总称，其制度可分為五個階段，分別為學前教育、小學（第1級-第5級）、初中（第6級-第9級）、高中（第10級-第12級）以及高等教育（四年的學士班和兩年的碩士班）。

## 历史

### 古代

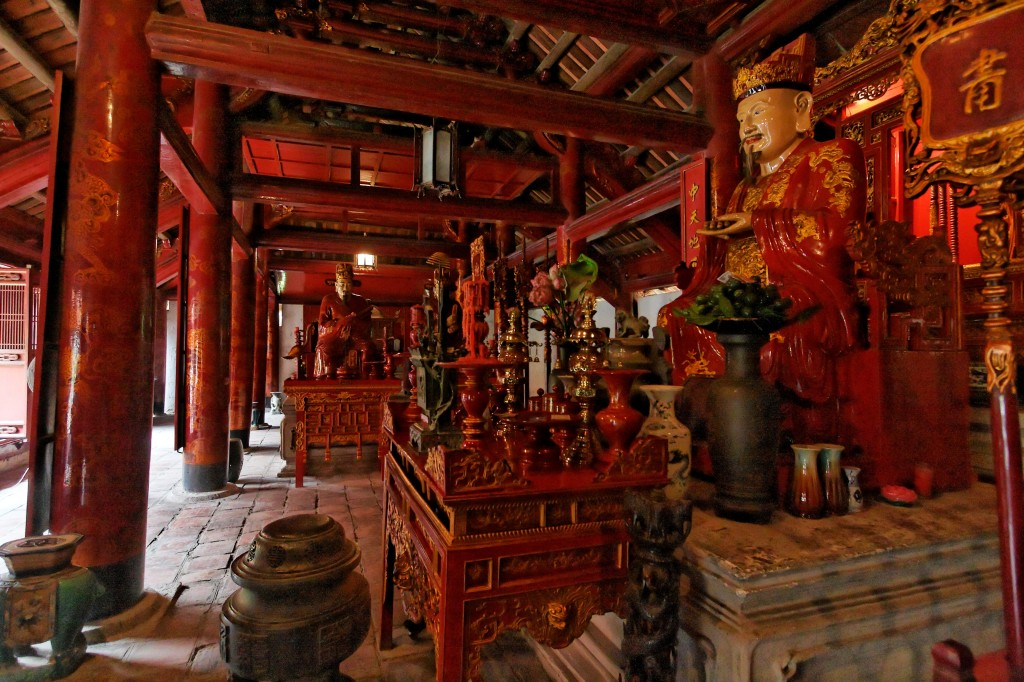
文廟大堂

越南在前李朝之後的三百多年間被中國隋朝和唐朝直接管轄，稱為第三次北屬時期，今越南的北部和中部為唐朝領土时為唐朝郡县，称为安南，當時中國科舉容許全國各地包括安南在內的士人應考，並於科考中设南选使，选取安南人在当地或入朝做官。這段期間有不少安南人通過科舉入朝為官，唐德宗时爱州军宁县（今越南清化省安定县）人姜公辅考中进士，官至谏议大夫，为唐名相之一。至968年越南獨立，之後的丁朝和前黎朝社會動盪，至李朝時始實行科舉
越南的科舉制，最早始于李朝的仁宗太寧元年（1075年）。李朝的科舉制一共只舉行四次，人數也較少，未產生較大影響。其後陳朝太宗建中八年（1232年）時，再度實行科舉，其施行方式，是設立太學，由太學生參與考試，來取得進士資格，并与中国一样，以三甲定高下。其後為了擴大科舉取士，陳朝睿宗于隆庆二年（1314年）正式創立進士科，讓更多的人能參與進士考試。
1397年，執政的胡季犛下令在越南的各府、各州開辦學校。諸路各府各設立一個學官，賜予官田（大府州賜十五畝、中府州十二畝、小府州十畝），以供學校使用。路官、督學官教育生徒，每年每季選出優秀者送往朝廷，由皇帝親自選拔合格者為官。胡季犛厭惡程朱理學，自行編纂《明道書》十四篇作為學習《詩經》的序言，以取代朱熹的《詩集傳》。並廢除科舉考試中的默寫，以討論政治的「策文」代之；又增設書算一場，以考察數學能力。不過這些改革由於1407年安南被明朝吞併而被廢止。

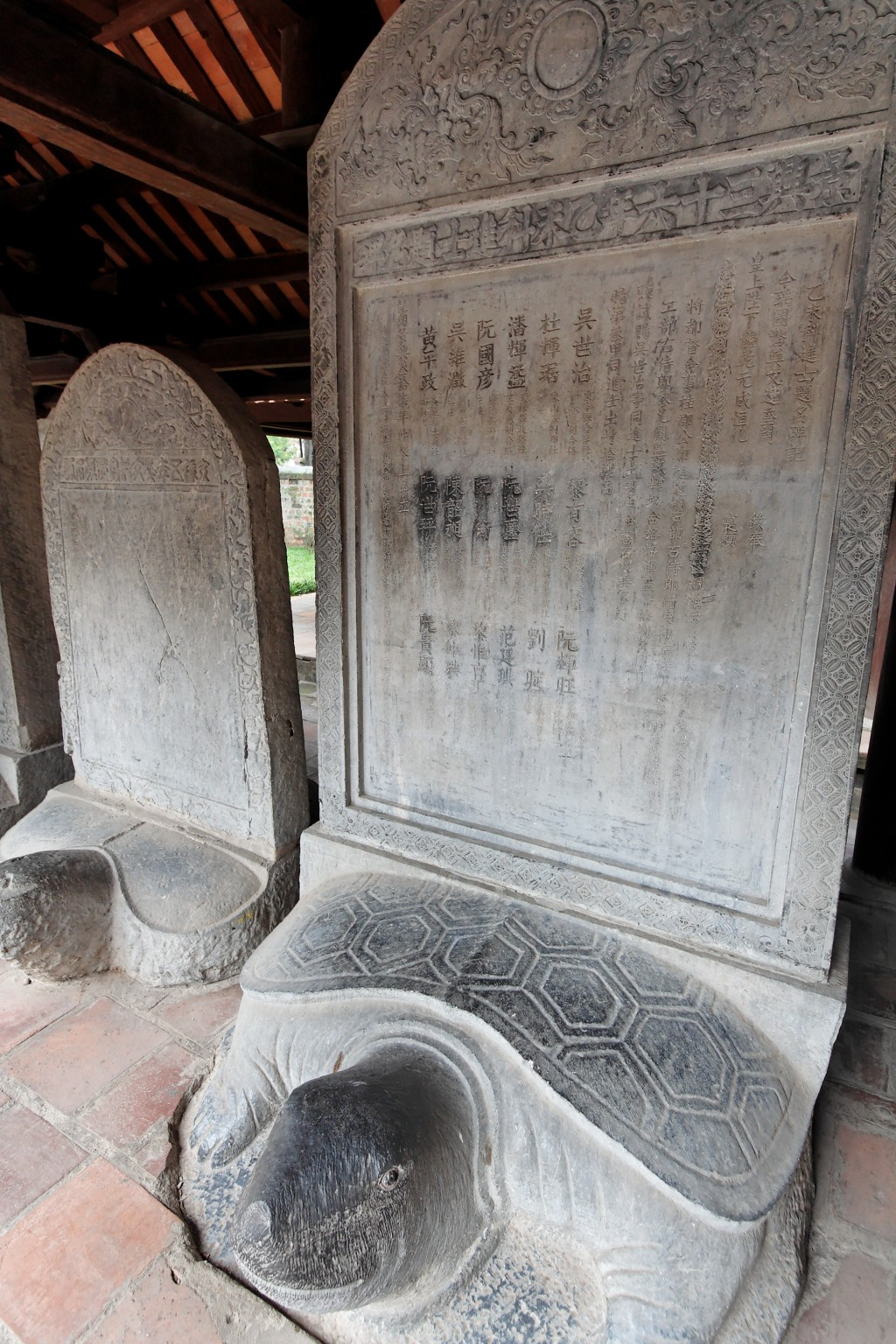
文廟內科舉高中者的名碑

後黎朝時，越南進一步模仿中國明清的科舉制度。明成祖永樂五年（1407年），又一度將安南收入版圖，這些都促成中國科舉制對其後的后黎朝越南重大的影響，包括鄉試、會試、殿試三級的考試方式。黎太祖黎利登基後在首都昇龍設立國子監。1430年，規定四品以下官員都必須參加科舉考試，文官考經史、武官考武經。全國各地則仿照中國科舉制度以選拔人才。此外又規定僧人和道士必須參加考試，以測試其對宗教典籍的瞭解程度，不合格者勒令還俗。黎仁宗在位期間，朝廷下令廢除「論經義」（討論五經的意義）科目，改為考算術的科目；但後來論經義科又被恢復。据《大越史记》中记载，洪德三年时的科举分为四场，第一场题目出自四书，有八题，举子选四题来做答；同时又有《论语》、《孟子》中各四题，“五经”中每经出三道题，举子从中自选一题做答。第二场考制、诏、表各三题。第三场考诗赋。第四场则考策问，靠的是历代政事的得失。当时的考试内容与中国的科举内容大同小异。

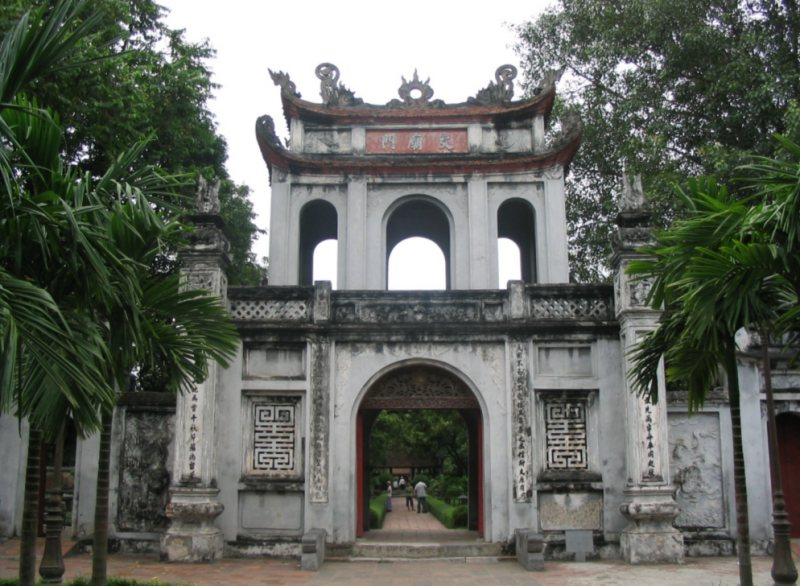
文廟

從1627年起，越南進入鄭阮紛爭時期。這個時期的朝廷重武輕文，科舉只有鄉試和會試。鄉試每三年在清化、宣光、諒山、安廣各府舉辦一次，會試在京畿地區每三年舉行一次。此時期的越南賣官鬻爵非常嚴重，根據1750年明都王鄭楹頒佈的法律，考生只要交錢就可以免除一次考試，科舉淪為了一種公開的買賣。裕宗在位時（1705年-1729年），新設立武舉考試。
1788年，西山朝的光中帝阮惠統一越南之後，試圖用字喃來取代漢字的官方地位，下令凡是官方書信、公文都以字喃為主要文字。他還命令官員在科舉中以字喃出題。阮惠之子阮光纘繼位之後，因政局動盪不安，科舉被停止。
阮世祖在1802年建立阮朝，于嘉隆六年（1807年）开乡试，制度上则模仿中国清代科举。之后的阮圣祖重视科举，曾命派往清朝的人士多买书籍，颁布士林。並對实行的诸多改革，使之更趋于严密与规范。明命三年（1825年），初开会试恩科，并定试法，在京城南部建造试场，分为内外场和甲乙二围。按照当年应试的考生数来建造号舍。考试分四场。第一场考义经，第二场考诏、制、表，第三场考诗赋，第四场考策问或古文、今文。此外模仿清朝科举也建立严格的考试纪律。其後在明命十年（1832年）進一步引進八股文為主要的考試內容。不過，阮圣祖也認為當時的科舉制度陳舊迂腐，應該逐漸加以改進。自阮圣祖開始設置廷試（殿試）之後，終阮一朝，越南科舉從未出現狀元、榜眼、探花等名目。雖學者有不少認為這是阮朝的規定，但在阮朝相關法律典籍中從未發現相關的條文。
越南科举在正规性、权威性和满足行政职位的要求、促进社会阶层流动等方面皆逊于中国科举，但在考试制度上与中国科举是最为相似的。而越南科舉也有自己独创的制度，如太学生科、饶学试、四十分采点评卷法、“核”等等。

### 近代
越南變成法國殖民地之後，法國殖民者對科舉進行一系列改革，廢除科舉考試對八股、辭賦的考核，改為考核法語和越南語國語字的能力；同時增加越南史、中國史、算術、例律、西方史、地理等內容。從1904年（同慶十年）起，鄉試增加考核法語和越南語國語字互譯的題目，並成為定例。殖民政府於1906年（成泰十八年）起在鄉村推行小學教育，以越南國語授課，但當時越南民眾仍較多接受私塾教育。1919年，阮朝最後一次舉辦科舉考試，其進士第一名為阮豐貽。
于此同时，東京義塾等实行新式教育的教育機構也开始在越南出现。越南也开始出现了赴外留学生，除了宗主国法国以外，日本也曾接纳了许多越南留学生。1904年以后，潘佩珠等知识分子发动东游运动，大量通過科舉考試的越南知識分子前往日本留學。強㭽、潘周楨也積極響應。1906年，在日的越南留學生僅20人，1907年10月便超過了100人。東遊運動的最終目標是越南脫離法國的殖民統治獨立。潘佩珠不僅希望越南人去日本考察興國之道，學習西方先進的知識，還希望從日本那裡獲得武器支援。他在日本舉行募捐，希望獲得資金。然而越南留學生的集會受到了日本政府的限制。與之相對地，法國殖民政府則施行一系列鎮壓活動，如逮捕留學生的親人入獄、禁止匯款等等。1907年6月10日，日本與法國政府簽訂《日法協約》，1909年，日本驅逐越南留學生。

### 现代

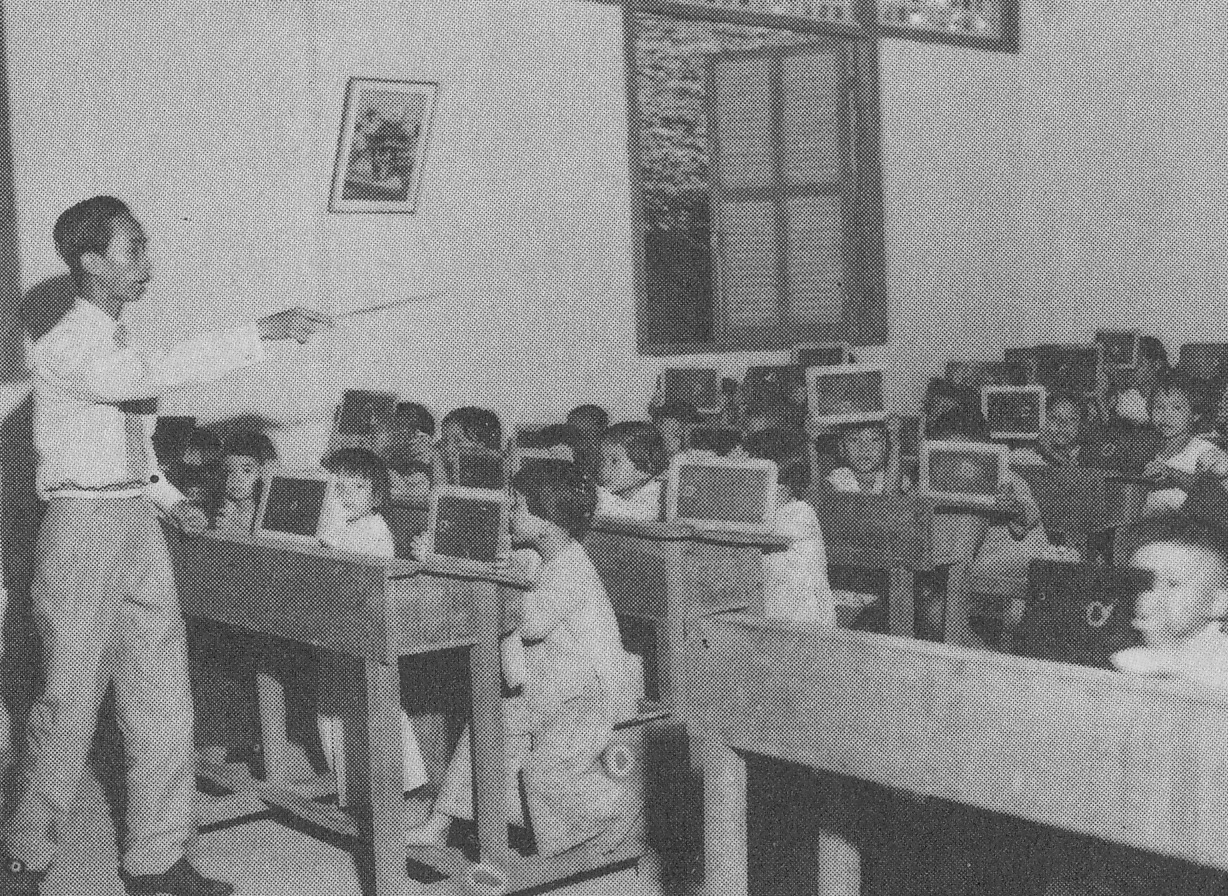
1961年，越南共和国的一所小学内

1945年越南民主共和國成立，越南领导人胡志明為了迅速掃除文盲，下令全面废除越南語的汉字并改用越南国语字。但越南南方并没有废除汉字，漢文仍然是南越各中學的一門學科。
越南民主共和国成立后，政府繼續允許华人學校运行。這些學校從1950年起即由中華人民共和國政府資助，專門招收華人。此外，北越的一些學校也接收了一些老撾學生進行培訓。1964年至1974年，共有6235名老撾各級學生在北越學習人文、社會科學和技術。 
在教育上，越南民主共和國政府也得到了中国的援助。1966年12月28日，经中国政府同意，越南民主共和国教育部将阮文追军队文化学校、越南南方普通学校、越南南方民族学校、越南南方儿童学校迁至广西桂林办学。除中国以外，越南亦广泛派遣留学生前往北韩、苏联、罗马尼亚、保加利亚、捷克斯洛伐克等社会主义国家学习。
1954年日内瓦协议签署后，越南共和国成立，河内大学院分校改名为越南国家大学，1957年更名为西贡大学院，同年顺化又开办了顺化大学院。1973年，西贡大学进入国际排行榜，并向美国派遣留学博士生进修英文课以及其他专业课程。南越国内的大学还包括大叻大学院、芹苴大学院、万行大学院和明德大学院等。1955年至1973年间，南越大学学生人数从2,000人增长到了90,000人，高中学生也从45,000人增长至超百万人。除了一般意义上的大学外，南越还开设有两年制的公共大学，提供专业技术教育，地点有西贡、岘港、永隆和芽庄等。
1975年，越南统一后，越南政府完全废除汉字教育，此后中文及汉字被越南政府视为外国语言文学的一部分继续教授。

## 體系
越南的教育系統比較完整，包括托兒所（3個月到3歲）、幼稚園（3歲到6歲）、小學（5級）、初中（4級）、高中（3級）、大學（4-6級，包括本科和專科）、碩士教育（兩級，包括學歷教育和碩士課程教育）、博士教育（4級）。2019年修订的越南教育法第14条规定初等教育為義務教育，越南政府并普及5周歲兒童學前教育与初中教育。

### 小學教育

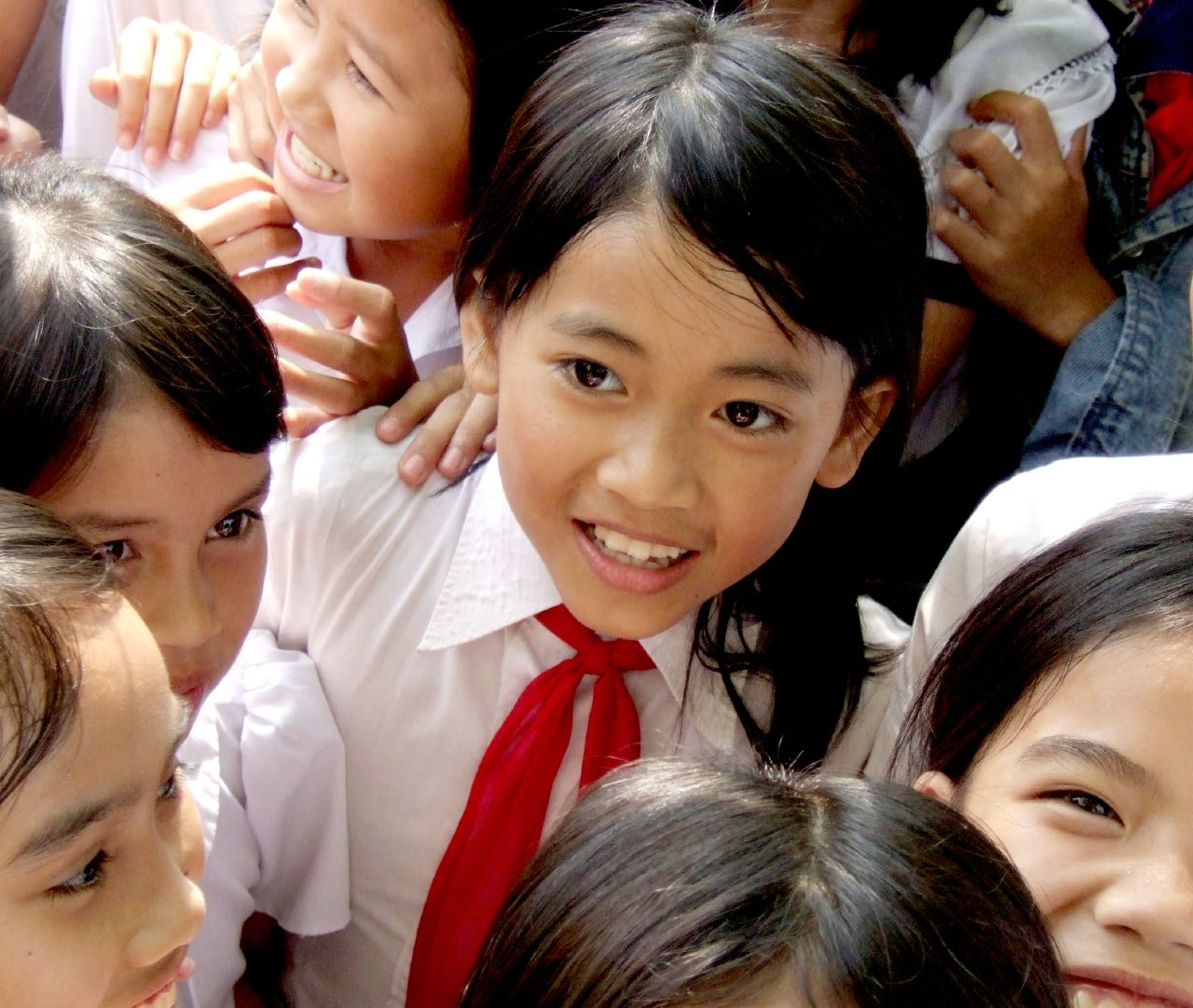
越南峴港的小學生

根據越南法律的規定，兒童入小學必須滿六歲。目前，小學畢業生的去向主要是升入更高級的學校（普通中學或1-3級職業中學）和直接流向社會（部分參加了少於一級的短期職業培訓）。

### 初中教育
初中畢業生畢業時，部分通過高中入學考試，進入普通高中；部分進入學制3-4級的中等專業學校；未能進入更高級的學校的學生直接流向社會或通過一些社會上的非正式培訓班培訓後流向社會。

### 高中教育
普通高中畢業生畢業後需要通過各大學或中專組織的入學考試。在越南，高中毕业和大学入学的考试是合二为一的，统称为“国家高中毕业和大学入学统一考试”，通过该考试的部分学生進入大學，其中绩点较高的学生通常可以进入本科大学，而部分学生则进入专科学院，還有部分通過社會非正規培訓或不經培訓直接成為社會勞動力。同級的中等專業學校畢業生在畢業時也可報名參加各大學組織的入學考試，通過考試進入大學學習。

### 高等教育

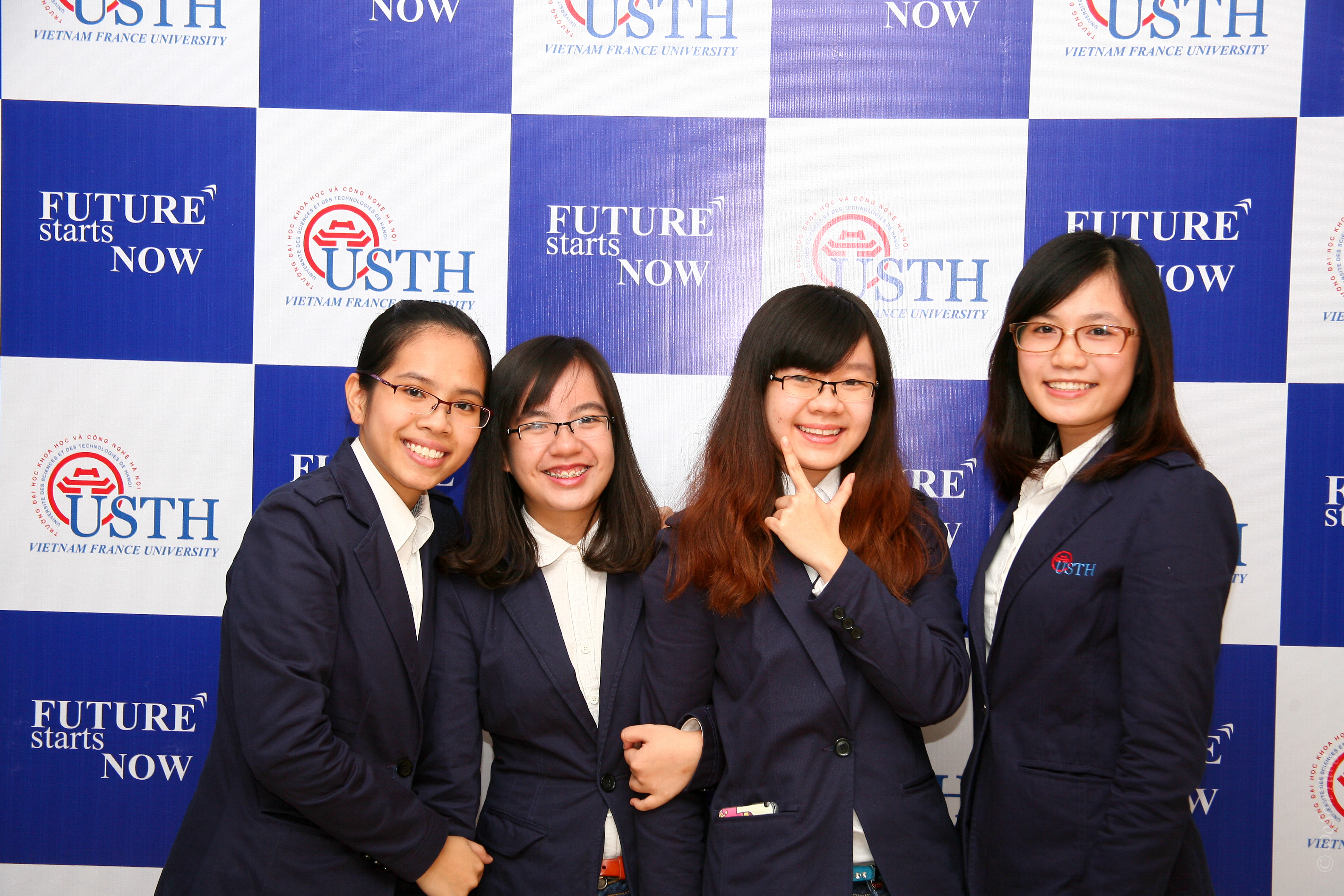
USTH students

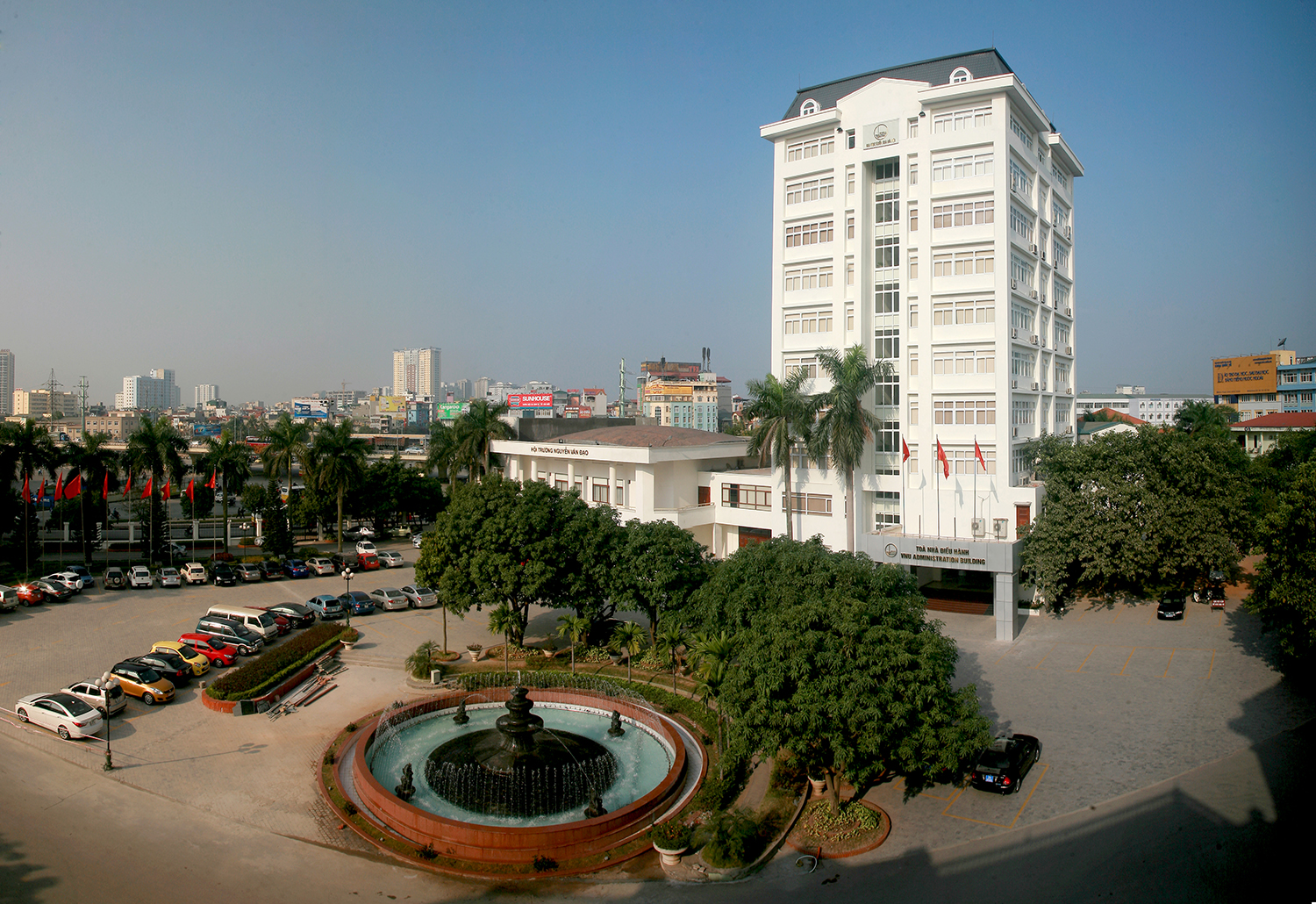
河內國家大學是越南最古老，最負盛名的高等教育機構之一。

根據越南教育培训部的統計，當前該國有23所私立大學，約佔全國大學總數的11%，這些私立大學總共提供了11萬9464個入學名額、約佔全國大學入學名額的11.7%。也就是說，該國的公立大學總數扣除23所私立大學，約佔全國大學總數的89%。
大學專科學生畢業時可選擇進入社會或進入本科大學學習。對於大學畢業生，可選擇進入社會，或繼續接受碩士或博士教育。小學和中學畢業後沒能進入更高級的學校學習的學生，經自學或社會非正規教育，可直接參加高一級學校的入學考試而獲得接受更高級的教育的機會。但報考碩士和博士的考生必須是大學本科畢業生。 
2004年，有將近100萬個越南學生參加大學入學測驗、但全國總共只有約20萬個入學名額。為改善高等教育僧多粥少的狀況，越南政府計畫在2007年之前將私立大學增加到全國大學總數的30%，然而當今最重要的教育議題，還是在於公立大學與私立大學的品質。
除此之外，近年也有许多越南留学生前往国外寻求高等教育，其主要留学国家为澳洲、中国、美国、新加坡、英国、日本及韩国等。过去，在越南着力发展与寮國、柬埔寨特殊友好合作关系的政策下，在越南留学的外籍学生亦主要来自此二国，随着越南各大学教学品质的提升，越南政府也开始积极招收更多外国留学生前来越南的大学就读。

### 國家級研究教育
此外，越南國家級的研究單位如越南社會科學院、越南自然科學院、文化藝術研究院等也是越南國家教育系統的組成部分，負有培養碩士以上高級人才的職能。

## 學歷文憑系統
越南的學歷文憑系統分為小學畢業證、初中畢業證（中專畢業證）、高中畢業證、大學畢業證、碩士和博士畢業證。學位系統包括秀才（tú tài，高中畢業）、舉人（cử nhân，學士）、碩士、進士（tiến sĩ，博士）四個等級，本科、碩士、博士生通過由國家學位委員會確認的學位授予單位組織的論文答辯後，獲得由其頒發的學位證書。

## 整體教育環境與危機
目前越南整體的教育環境，正面臨著幾個危機，像是課程內容不合時宜、以教師為中心的教學方式、學術研究與教學完全分離、只有理論而無實習的學習造成許多大學畢業生無法就業、越南學歷不被世界各國廣泛認可。這些都使得越南對於高水平教育環境有著龐大的需求。

## 外部連結
- Vietnam School Directory （页面存档备份，存于）